# سمير كمونة
سمير كمونة هو لاعب كرة قدم مصري سابق ومدرب حاليًا، ويُدرب حاليًا فريق النادي الأهلي للناشئين مواليد 1997.

## مسيرته الكروية

### مع الأندية
كانت بداياته في الدوري الممتاز مع المقاولون بعد صعود الفريق موسم 1993–1994 ، ثم انضم للنادي الأهلي موسم 1996–1997 ، ثم انتقل إلى الدوري الألماني وانضم لفريق كايزرسلاوترن ثم إلى بورصا سبور ، ثم عاد إلى الأهلي من جديد، وانتقل معارًا من الأهلي إلى فريقي الاتفاق والمحرق ، ثم انتقل إلى بعض الأندية المصرية إلى أن اعتزل كرة القدم، واتجه إلى التدريب.

### مع المنتخب
شارك لأول مرة مع المنتخب الوطني أمام المنتخب الإثيوبي في 4 يونيو 1995 ، وشارك مع المنتخب في العديد من البطولات.

## مسيرته التدريبية
بدأ التدريب في قطاع الناشئين بالنادي الأهلي مع فريق مواليد 1993 حيث حقق معه بطولتين دوري الجمهورية وتصعيد أكثر من لاعب للفرق مثل رامي ربيعة ومحمود حسن ، ثم مدربًا عامًا لفريق بتروجيت مع محمد عمر المدير الفني، ثم المدير الفني لفريق طوخ، ثم المدرب العام لفريق النصر الليبي، ثم مساعد رئيس قطاع الناشئين بنادي طلائع الجيش، وتولى أيضًا تدريب فريق الرجاء وغزل المحلة في الدوري الممتاز، وفي 27 يونيو 2016 تولى تدريب فريق النادي الأهلي للناشئين مواليد 1997.

## وصلات خارجية
- سمير كمونة على موقع الاتحاد الدولي (مؤرشف)  (الإنجليزية)
- سمير كمونة على موقع الاتحاد الأوربي (الإنجليزية)
- سمير كمونة على موقع اتحاد تركيا (لاعب) (الإنجليزية)
- سمير كمونة على موقع قاعدة بيانات كرة القدم.إي يو (الإنجليزية)
- سمير كمونة على موقع بيانات كرة القدم. دي إي (الألمانية)
- سمير كمونة على موقع ناشيونال فوتبول تيمز (الإنجليزية)
- سمير كمونة على موقع Soccerway.com (الإنجليزية)
- سمير كمونة - موقع footballdatabase.eu